# Valerie van der Graaf
Valerie van der Graaf (Rotterdam, 12 februari 1992) is een Nederlands fotomodel. Op haar vijftiende werd ze ontdekt door haar profiel op de sociaalnetwerksite Hyves. Een modellenscout stuurde haar een bericht waar ze op reageerde. In 2012 stond Valerie op het voorblad van de Lavazzakalender en in 2014 stond ze in de Sports Illustrated Swimsuit Issue. In 2015 werd bekend dat Valerie van der Graaf Bar Refaeli op ging volgen als gezicht van het Franse lingeriemerk Passionata.